# Livonia (villa)
Livonia es una villa ubicada en el condado de Livingston en el estado estadounidense de Nueva York. En el año 2000 tenía una población de 1,373 habitantes y una densidad poblacional de 519 personas por km².

## Geografía
Livonia se encuentra ubicada en las coordenadas 42°49′12″N 77°40′5″O / 42.82000, -77.66806.

## Demografía
Según la Oficina del Censo de los Estados Unidos, en 2000 los ingresos medios por hogar en la localidad eran de $49,688, y los ingresos medios por familia eran $55,096. Los hombres tenían unos ingresos medios de $41,310 frente a los $25,069 para las mujeres. La renta per cápita para la localidad era de $21,115. Alrededor del 6% de la población estaban por debajo del umbral de pobreza.